# Rozwój (gazeta)
Rozwój – dziennik informacyjno-polityczny związany z Narodową Demokracją, wydawany w latach 1897–1931 w Łodzi, następnie pod zmienionym tytułem „Prąd” do 1933.
Wydawanie gazety zawieszono w grudniu 1914, wznowiono w grudniu 1918. Wydawcą i redaktorem naczelnym był Wiktor Czajewski, redaktorem odpowiedzialnym Stanisław Łąpiński. Pisywali do niego Edmund Bartoszek, Seweryn Bańkowski, Walerian Żuchowski i inni.
Oprócz spraw społecznych w gestii zainteresowań redakcji pozostawała polityka, przemysł, ekonomia i literatura. 